# Propulseur
 (juin 2020).
Le terme « propulseur » désigne un équipement destiné à propulser, qui peut être de nature différente selon le domaine considéré.

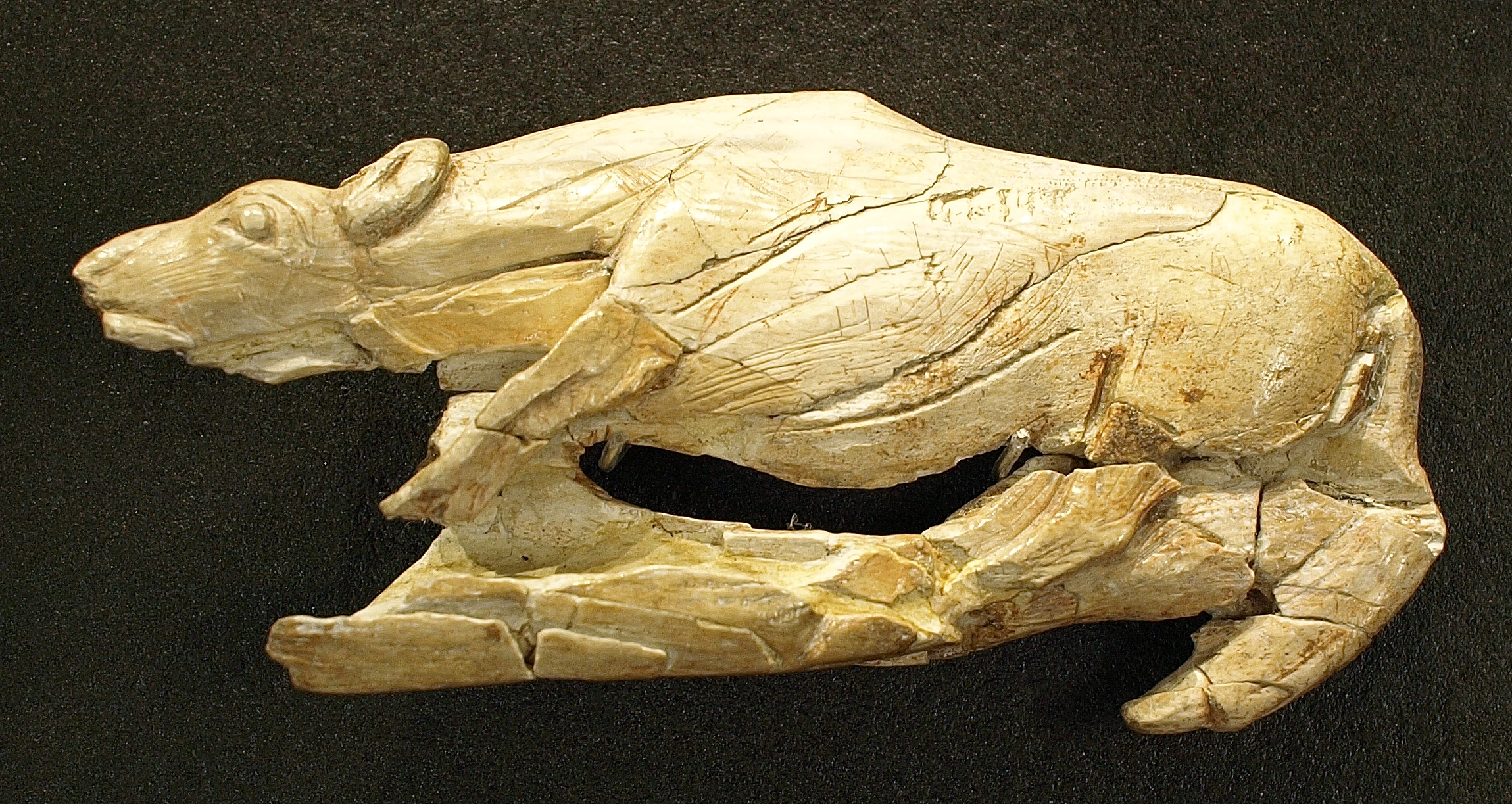
Propulseur dit « à la hyène rampante », en bois de renne.
Abri de la Madeleine, Magdalénien.

Vue partielle du propulseur orné dit Le faon aux oiseaux, de la grotte du Mas-d'Azil.

## Technologie
Un propulseur est un dispositif permettant de fournir une poussée à un engin (véhicule terrestre, bateau, avion, fusée, etc.) dans le but de le mouvoir. Cette poussée peut être produite par friction (pneumatiques, roues), par déflexion d'une masse de fluide (voile, aile d'un planeur), par accélération d'une masse de fluide (hélice, rotor) ou par la force de réaction due à l'éjection de matière (moteur fusée).
Voir les articles traitant de la propulsion.

## Préhistoire et ethnographie

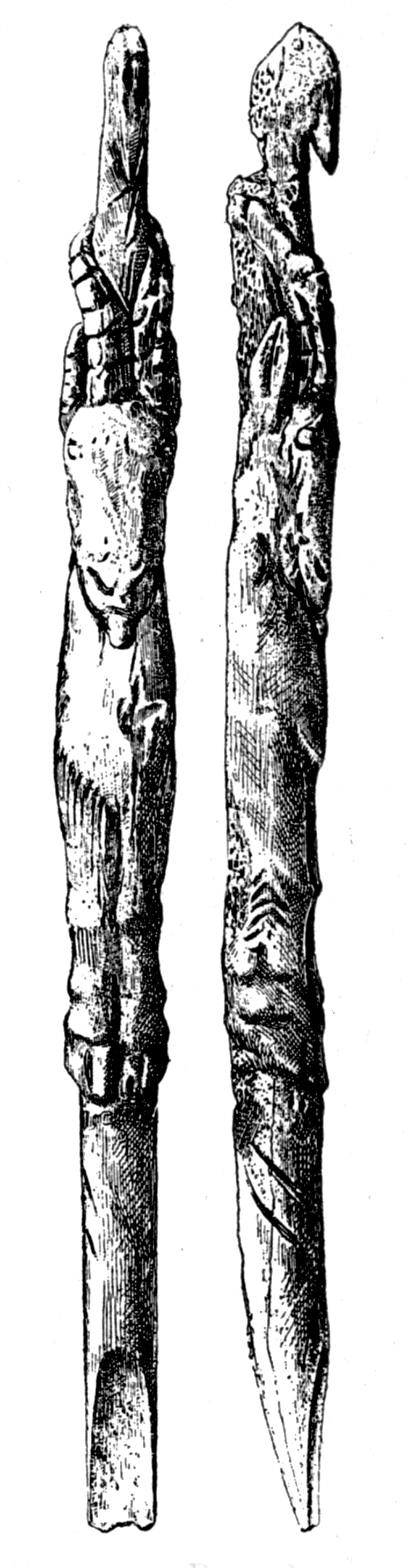
Propulseur sculpté du Mas d'Azil.

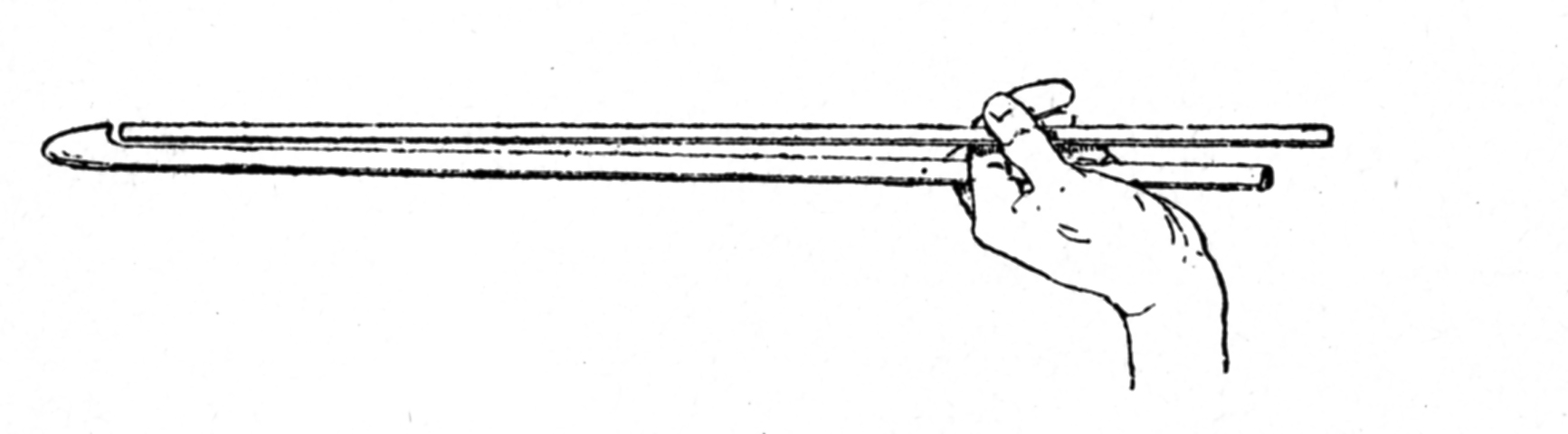
Principe d'utilisation du propulseur.

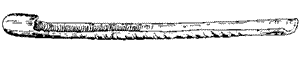
Schéma datlatl utilisé par les populations amérindiennes.

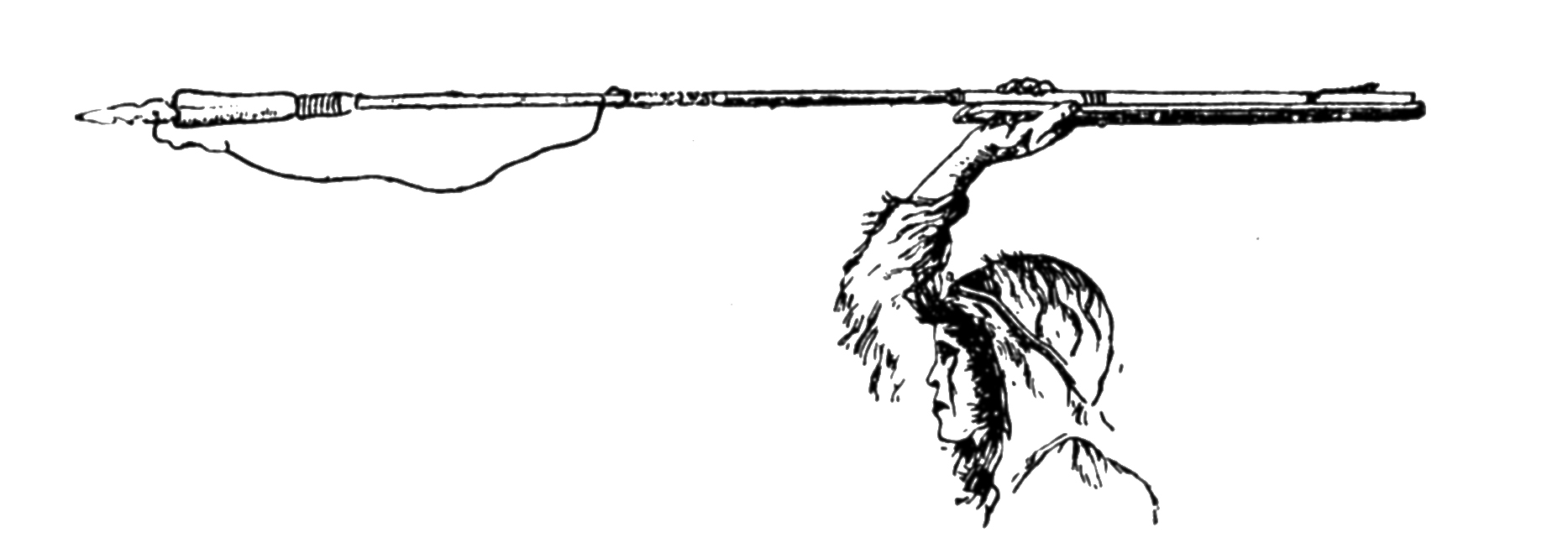
Inuit utilisant un propulseur.

Un propulseur, appelé aussi propulseur à crochet, est un dispositif permettant d'accroître la vitesse initiale et donc la portée ou la force de pénétration d'un projectile (lance, sagaie, etc.). Il est constitué généralement d'un bâton (tige rectiligne d’une cinquantaine de centimètres parfois terminée par un œillet) dont l'une des extrémités comporte un crochet (extrémité souvent décorée d’une ou deux figures animales sculptées en ronde-bosse : cheval, bouquetin, poisson, bison). Le propulseur prolonge le bras humain et multiplie sa vitesse par effet de levier.
Il est attesté en Europe dès le Paléolithique supérieur, du Solutréen supérieur au début du Magdalénien supérieur, de -23000 à -15000 dans une région limitée (Périgord et Pyrénées). Certains éléments de propulseur en matière dure animale (bois de renne ou ivoire de mammouth) étaient richement décorés et constituent des chefs-d'œuvre de l'art mobilier,.
Le propulseur est également très répandu chez les peuples contemporains de chasseurs-cueilleurs, notamment en Arctique, chez les Aborigènes d'Australie (woomera), chez les Kanaks de Nouvelle-Calédonie (ounep, sipp), ou chez les Amérindiens (chez qui il est connu sous le nom de atlatl dans la langue nahuatl).
Le propulseur était répandu dans les civilisations de Mésoamérique. Il possédait une grande importance notamment dans la cité-état de Teotihuacan, dont l'un des souverains se nommait "le Hibou lanceur de javelots", tirant son nom de cette arme. Cette cité-état a énormément influencé les cités mayas classiques, répandant l'utilisation de cet outil parmi eux. Les Mayas les nommaient hul'che. On a retrouvé de nombreux dards de propulseur sur des sites de batailles mayas, tels qu'Aguateca. Les batailles mayas commençaient par une volée de dards avant que les combattants au corps-à-corps partent au contact, en quête de gloire pour se distinguer des autres soldats par leurs exploits.

Différents types de propulseurs
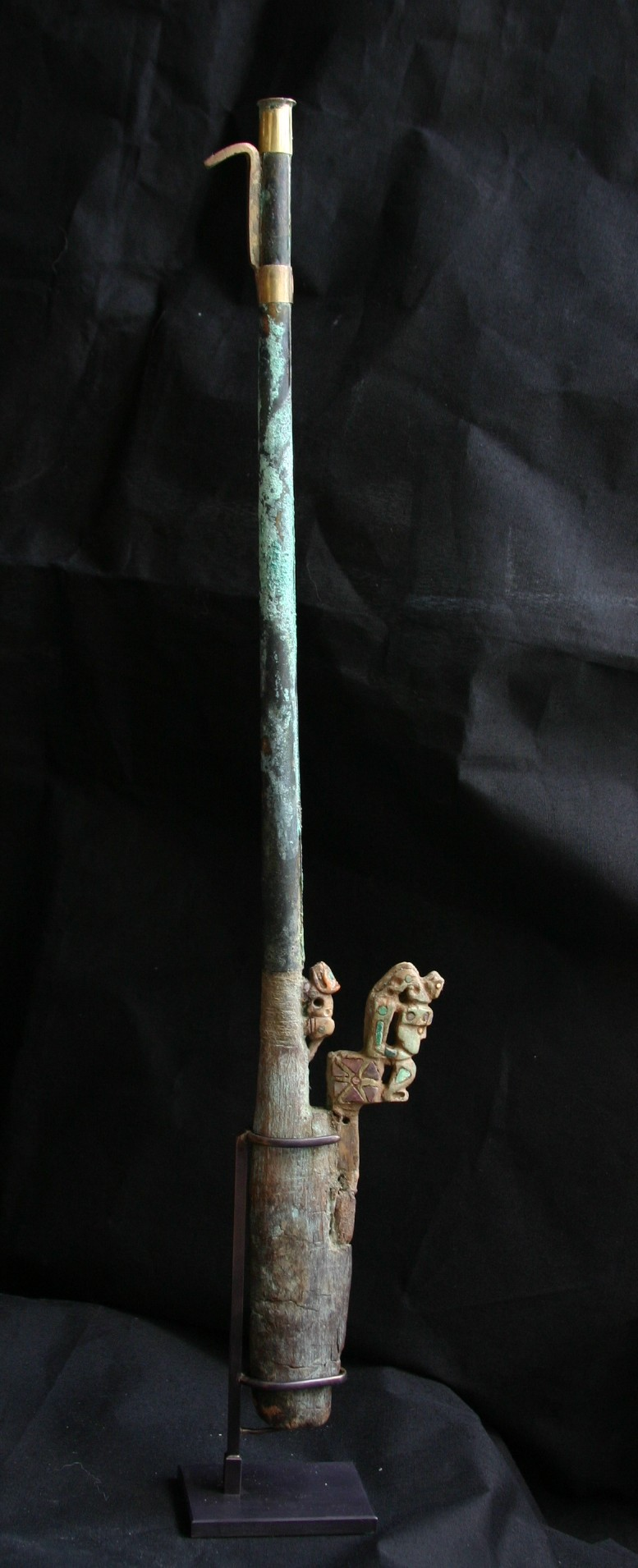
Propulseur d'apparat, Pérou 0-300 ap. J.-C, Lombards Museum.
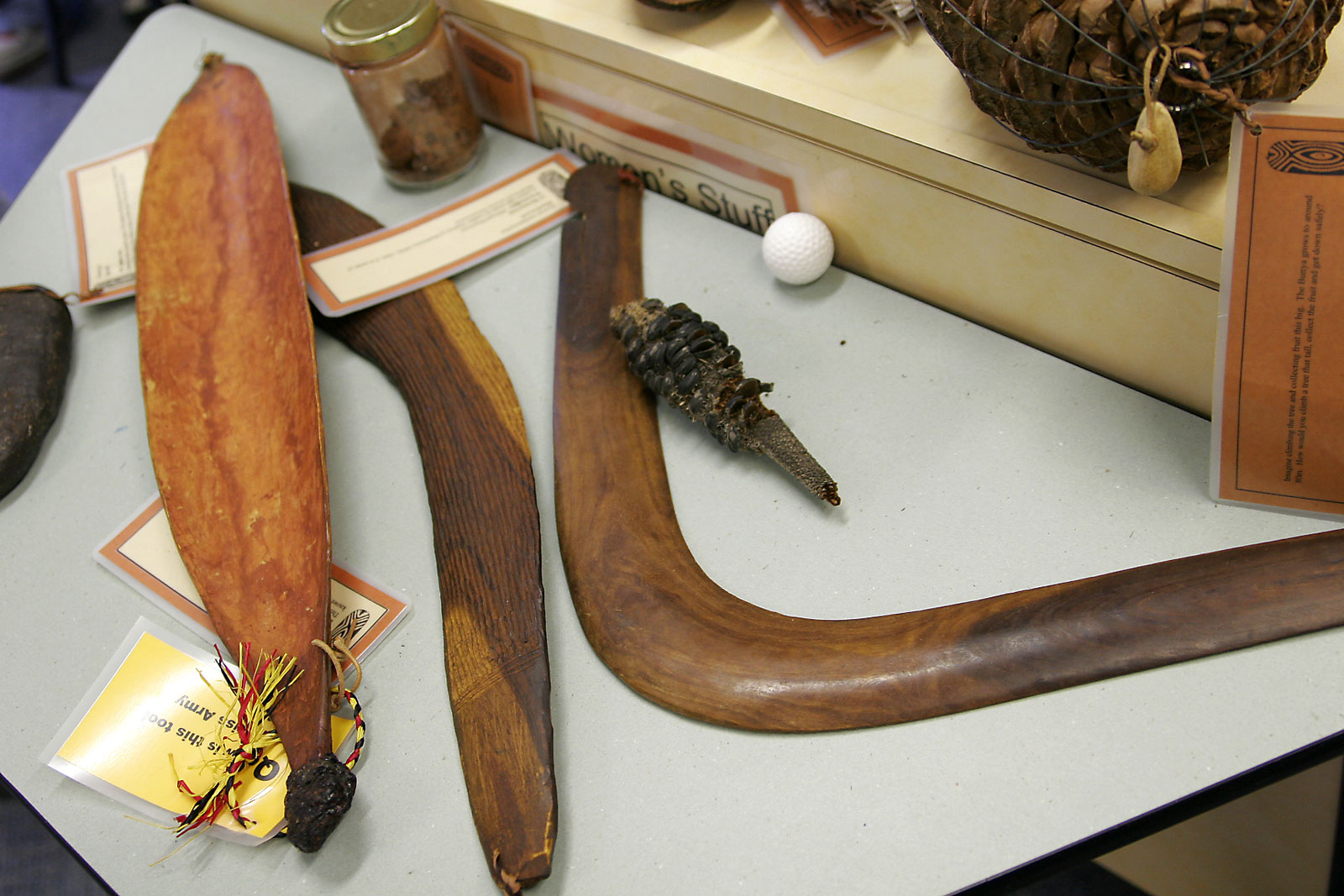
Propulseur nommé woomera (à gauche) et boomerangs des Aborigènes australiens.
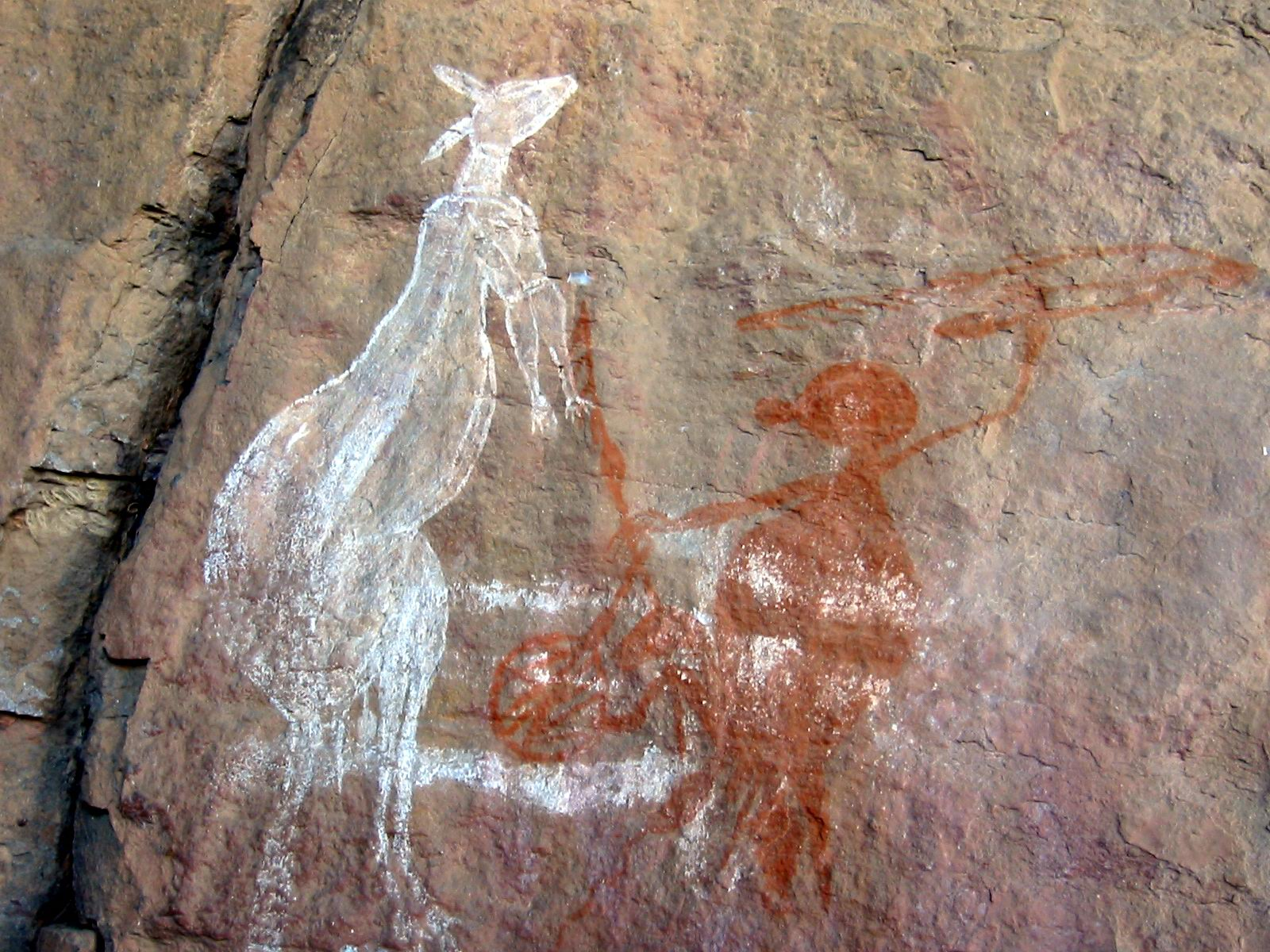
Représentation pariétale du maniement du propulseur. Abri-sous-roche Anbangbang, Parc de Kakadu, Australie Septentrionale